# 卞思敏
卞思敏（1459年—1519年），字行甫，直隸常州府江陰縣人，明朝政治人物。

## 生平
弘治八年（1495年）乙卯科應天府鄉試第二十七名舉人。弘治十五年（1502年）中式壬戌科會試第二百七十三名，三甲第一名進士。授南京太常寺博士。歷南京工部都水司署员外郎、南京户部湖广司郎中。

## 家族
曾祖卞叔玘；祖父卞紀；父卞子賢，母沈氏。具庆下。